# Tom Bohli
Tom Bohli (Uznach, Sankt Gallen, 17 de gener de 1994) és un ciclista suís que combina el ciclisme en pista amb la carretera. És professional des del 2013 fins al 2024. El seu darrer equip fou el Tudor Pro Cycling Team.
És en pista on ha obtingut els millors resultats fins a l'actualitat. Destaca el Campionat del món en pista júnior en la modalitat de Persecució el 2012 i tres campionats d'Europa sub-23.
En carretera destaquen quatre campionats nacionals en categories inferiors i la classificació final del Tour de Berna de 2015.

## Palmarès en pista
- 2012
  -  Campió del món en pista de persecució júnior
  -  Campió d'Europa júnior en Persecució
  -  Campionat d'Europa júnior en Puntuació
  -  Campió de Suïssa en òmnium júnior
- 2013
  -  Campió d'Europa sub-23 en Persecució per equips (amb Stefan Küng, Théry Schir i Frank Pasche)
- 2014
  -  Campió d'Europa sub-23 en Persecució per equips (amb Stefan Küng, Théry Schir i Frank Pasche)
  -  Campionat d'Europa sub-23 en Persecució
  -  Campió de Suïssa en persecució individual
- 2015
  -  Campionat d'Europa sub-23 en Persecució
  -  Campionat d'Europa sub-23 en Persecució per equips (amb Patrick Müller, Théry Schir i Frank Pasche)

## Palmarès en ruta
- 2011
  -  Campió de Suïssa en ruta júnior
  - Vencedor d'una etapa al Tour del País de Vaud
  - Vencedor d'una etapa al Gran Premi Rüebliland
- 2012
  -  Campió de Suïssa en ruta júnior
  -  Campió de Suïssa en contrarellotge júnior
  - Vencedor d'una etapa al Tour del País de Vaud
- 2013
  -  Campió de Suïssa de muntanya sub-23
- 2015
  - 1r al Tour de Berna
  - Vencedor d'una etapa al Tour de Normandia
- 2016
  - Vencedor d'una etapa als Tres dies de Flandes Occidental

### Resultats al Giro d'Itàlia
- 2019. 139è de la classificació general